# Hans Schmid (Unternehmer)
Hans Schmid (* 2. Juni 1940 in Villach) ist ein österreichischer Unternehmer. Er betätigte sich in der Vergangenheit als Werbeunternehmer und Medienherausgeber und ist heute Großwinzer und Eigentümer des Wiener Kaufhauses Steffl.

## Leben
Der Sohn eines Gastwirteehepaars finanzierte als Werkstudent sein Studium an der Hochschule für Welthandel in Wien und war noch während des Studiums als Anzeigenberater der Kronen-Zeitung so erfolgreich, dass er sich entschloss, hauptberuflich ins Werbegeschäft einzusteigen. 1972 gründete er seine eigene Werbeagentur, die er in eine Partnerschaft mit der international tätigen Agentur GGK führte. Letztere wurde 1992 von ihm übernommen und im Jahr 2000 um kolportierte 40 Mio. Euro verkauft.
Wechselhafter geriet Schmids Engagement in der Medienwelt. Das von ihm 1980 gegründete Zeitgeistmagazin Wiener führte er erfolgreich, mit dem von ihm 1989 übernommenen einstigen Zentralorgan der SPÖ, der defizitären Arbeiter-Zeitung, hat Schmid nach eigenen Angaben bis zu deren Einstellung im Jahr 1991 rund 70 Millionen Schilling (umgerechnet inflationsbereinigt rund 9 Mio. Euro) verloren. Der „schillernde Kreative mit Hang zur marktwirtschaftlich orientierten Sozialdemokratie“ entledigte die SPÖ und seinen persönlichen Freund, den damaligen Bundeskanzler und Parteivorsitzenden Franz Vranitzky, mit der Übernahme der von Victor Adler gegründeten Zeitung jedenfalls einer schweren finanziellen und politischen Last.
2001 wurde Schmid Präsident der Wiener Eishockeymannschaft Vienna Capitals. Im Jahr 2007 übernahm er in großem Umfang Weingärten im Westen Wiens. Diese Wiener Weinbaugebiete gelten auch als potentiell wertvolle Immobilieninvestition.

## Auszeichnungen
- 2019: Goldenes Ehrenzeichen für Verdienste um das Land Wien[2]